# St. Michael (Kützberg)

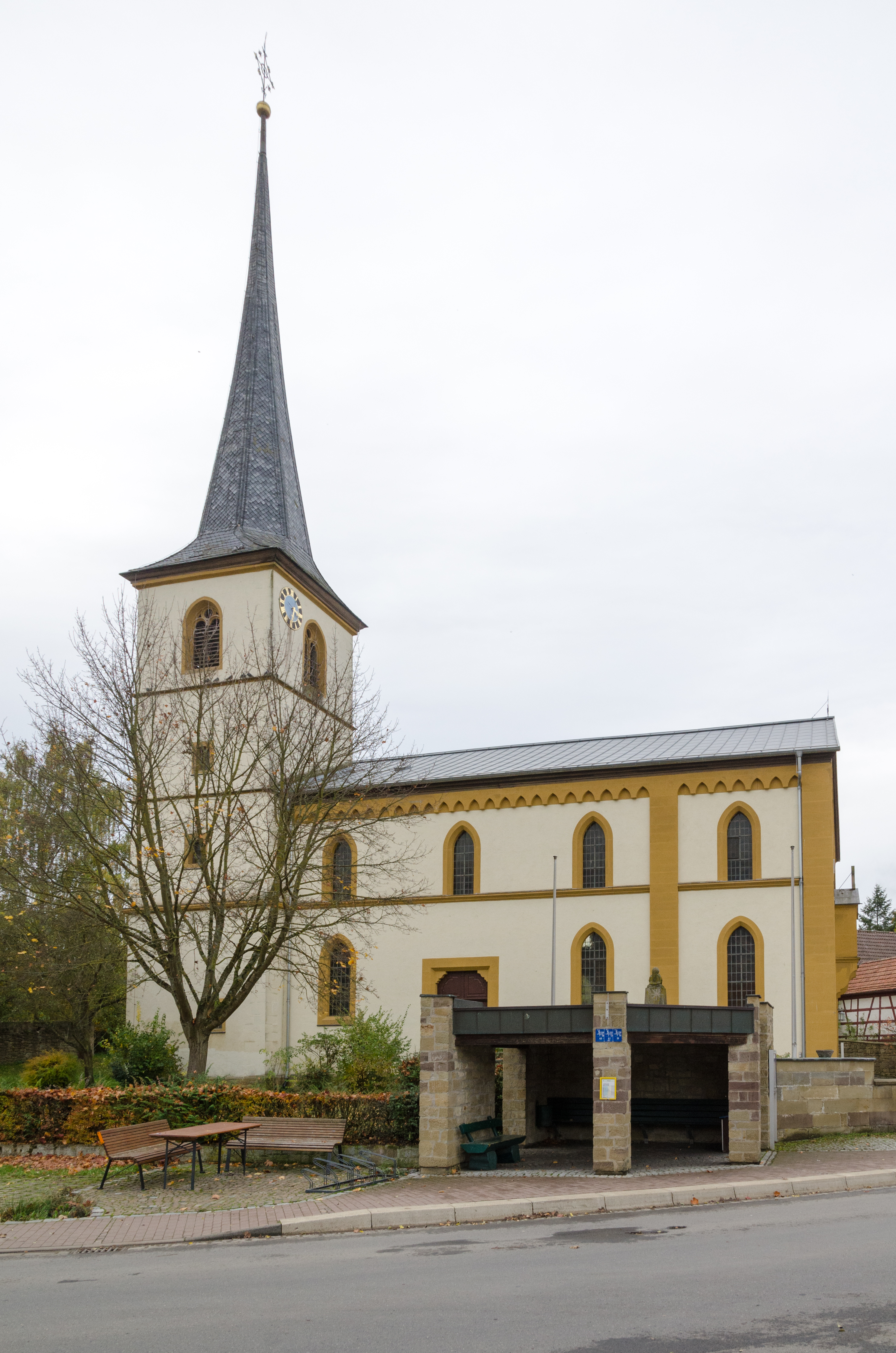
St. Michael

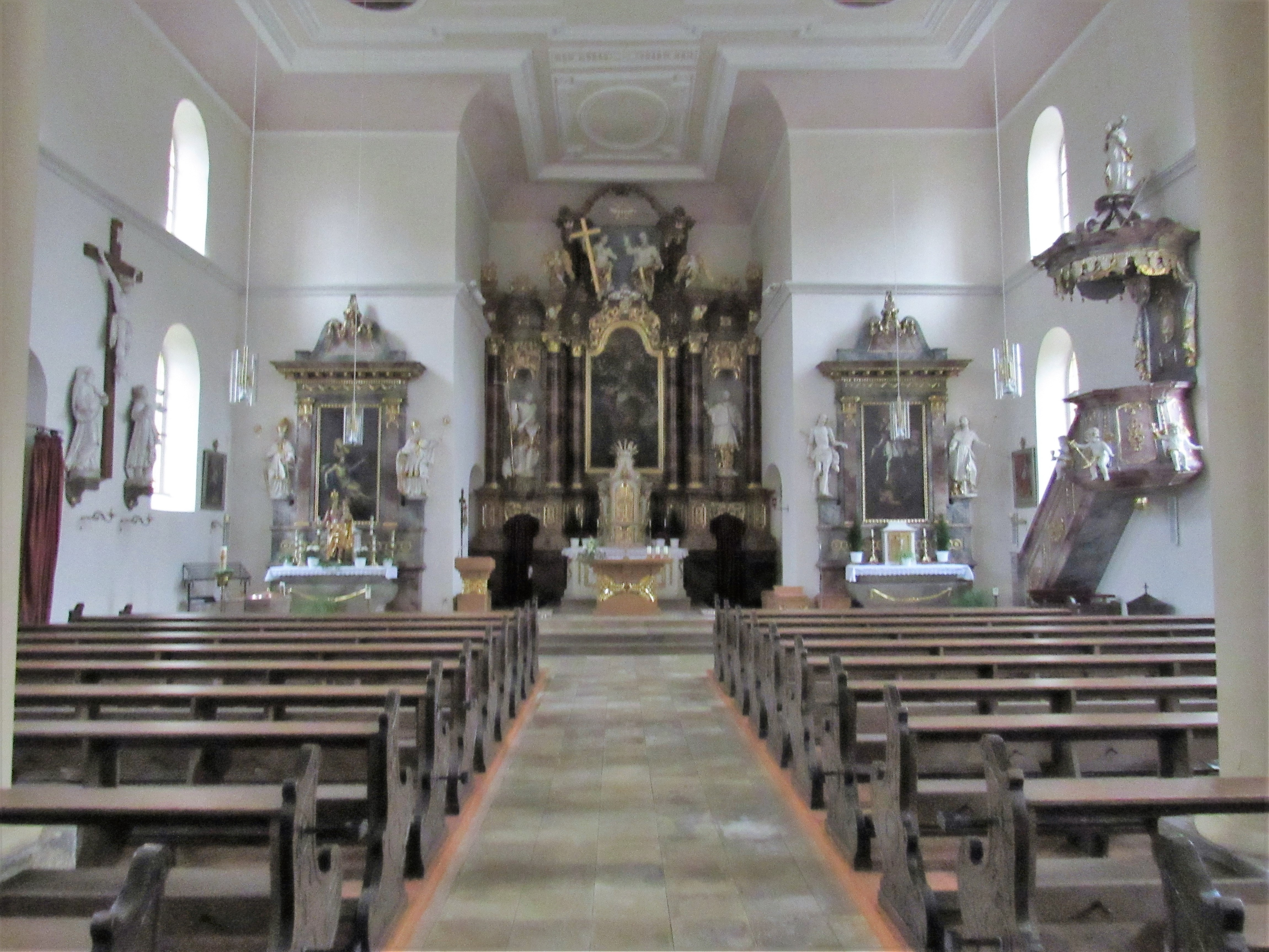
Innenraum von St. Michael

Die römisch-katholische Kirche St. Michael ist eine Kirche im bayerischen Kützberg, einem Stadtteil des Ortes Poppenhausen im unterfränkischen Landkreis Schweinfurt. Sie gehört zu den Baudenkmälern in Poppenhausen und ist unter der Nummer D-6-78-168-49 in der Bayerischen Denkmalliste registriert. Die Kirche ist dem Erzengel Michael geweiht.

## Geschichte
Ein erster Kirchenbau im Ort entstand bereits im Jahr 1418.
Der Kirchturm der St.-Michaels-Kirche entstand im Jahr 1601 im Julius-Echter-Stil. Das damalige Langhaus der Kirche wurde im Jahr 1832 durch das heutige Langhaus der Kirche ersetzt.
Der Hochaltar und die Kanzel entstanden um das Jahr 1730 und stammen aus der 1903 profanierten St. Wolfgangskirche in Wörth am Main, die heute als Schifffahrts- und Schiffbaumuseum dient. Die klassizistischen Seitenaltäre entstanden im 18. Jahrhundert.